# Karigondanahalli, Turuvekere
Karigondanahalli là một làng thuộc tehsil Turuvekere, huyện Tumkur, bang Karnataka, Ấn Độ.